# Sechsstädteplatz
Der Görlitzer Sechsstädteplatz ist ein quadratischer, parkähnlich gestalteter Platz in der Südstadt. Er wird von der ihn diagonal querenden Straßenbahn in Richtung Biesnitz in zwei Dreiecke geteilt. Auf der Ostseite befindet sich ein großer Spielplatz.

## Name
Der Name des Platzes erinnert an den Oberlausitzer Sechsstädtebund, zu dem sich Görlitz von 1346 bis 1815 mit Bautzen, Kamenz, Löbau, Lauban (heute Lubań) und Zittau zusammengeschlossen hatte.

## Geschichte
Angelegt wurde der Platz mit der Erweiterung der Stadt südlich des Görlitzer Bahnhofes um 1900 nach Planungen der Stadtplaner von 1892. Die Gründerzeitbebauung aus dieser Zeit blieb zum überwiegenden Teil erhalten und ist mittlerweile saniert. Mit dem Bau der Straßenbahnlinie in Richtung Landeskrone wurden auch schon der zukünftige Platz berücksichtigt, jedoch führten die Straßenbahngleise zunächst um den Platz herum und wurden erst 1939 in die Platzmitte verlegt.
Ende der 1920er Jahre erschien im Görlitzer Anzeiger ein Artikel, nach dem es geplant sei, ein Stadtteilrathaus auf dem Platz zu errichten. Auf einer Zeichnung war das Rathaus und zwei die Biesnitzer Straße überspannende Torbögen mit zwischen den Toren befindlichem Turm abgebildet. Hierbei handelte es sich jedoch um einen nicht ernstgemeinten Ausblick in die Zukunft.
2007 erhielt der Platz seine heutige Gestalt. Gebaut wurden unter anderem eine Spielkombination mit vier Klettertürmen und einer Sechseckschaukel, neue Bänke an der Platzmitte und an der den Platz kreuzenden Fußwegdiagonale, sowie Abgrenzungen der Grünflächen. Insgesamt kostete die Platzsanierung 250.000 Euro, die zu 75 Prozent aus einem europäischen Förderangebot kamen.

## Heute
Heute quert die Straßenbahnlinie 2 auf ihrer Fahrt zwischen Biesnitz und Königshufen den Platz auf einem zweigleisigen, separaten Gleiskörper. Auf der nördlichen und östlichen Platzseite befinden sich einige Geschäfte, eine Apotheke und eine Anlaufstelle des Görlitzer Frauenbundes. Diese veranstalten jährlich ein großes Familienfest auf dem Platz.